# MBC M
MBC M是韓國MBC PLUS旗下的有線音樂娛樂電視頻道，舊名為MBC MUSIC，於2020年改為現名。製作的著名節目有Show Champion、一週的偶像等。

## 歷史
2012年2月1日，MBC MUSIC頻道正式開播，取代於1月31日被MBC PLUS關閉的遊戲頻道MBC GAME。
2020年2月18日，MBC MUSIC頻道名稱改為MBC M，除了音樂，將擴展為數位娛樂內容的頻道。

## 節目製作
- Show Champion
- 一週的偶像 [註 1]
- 더 컬러 : THE KOLOR

## 外部連結
MBC M頻道官方網站 